# Batalha de Sacriporto
A Batalha de Sacriporto foi travada em abril de 82 a.C. durante a Segunda Guerra Civil de Sula entre as forças dos optimates, lideradas pelo próprio Sula, e dos populares, lideradas por Caio Mário, o Jovem. Mais uma vez optimates saíram vitoriosos.

## Contexto
Depois de assinar a Paz de Dárdanos, Sula retornou para a Itália com a intenção de enfrentar os populares, que controlavam a cidade de Roma desde 87 a.C.. Em 83 a.C., os líderes da facção eram Caio Mário, o Jovem, e Cneu Papírio Carbão.

## Batalha
Segundo os relatos antigos, Sula sonhou numa noite de abril de 82 a.C. que Caio Mário teria dito ao seu filho, Caio Mário, o Jovem, que não enfrentasse Sula no dia seguinte. Encorajado por esta premonição, Sula decidiu atacar imediatamente e convocou Cneu Cornélio Dolabela, que estava acampado perto do seu acampamento. O exército de Dolabela estava exausto depois de uma difícil marcha através de uma tempestade e os tribunos militares ordenaram que as tropas permanecessem onde estavam. Animado pela confusão na ofensiva dos optimates, Mário decidiu atacar, acreditando que conseguiria surpreender o adversário. Os optimates conseguiram juntar suas forças e resistiram ao ataque de Mário, que, incapaz de romper a linha defensiva de Sula, acabou obrigado a recuar, concedendo o campo de batalha.

## Consequências
As forças populares remanescentes, incluindo Mário, se refugiaram em Preneste para escapar das forças de Sula que vinham no encalço. O próprio Sula chegou em seguida e ordenou que  que a cidade fosse cercada. Os prenestinos só se renderam em 4 de novembro, resistindo até o ponto que toda a Itália já estava sob o comando de Sula.